# Fortaleza de Zvečan
Fortaleza de Zvečan (en serbio: Тврђава Звечан tr.: Tvrđava Zvečan, Звечански Град Zvešanski grad) está situada al noroeste de la ciudad de Mitrovica Norte, en la región denominada Kosovo del Norte. Es un enorme castillo y una de las fortalezas más antiguas  del Sudeste de Europa. Construida en la parte superior de un volcán extinto, con vista al río Ibar.
La fortaleza de Zvečan fue declarada monumento de interés cultural de importancia excepcional en 1990, y está protegida por la República de Serbia.

## Historia
Representa una de las más antiguas fortalezas medievales balcánicas, aunque se desconoce la fecha exacta de su construcción. Se cree que data de la época de la antigüedad clásica, y no es improbable que la ubicación hubiese estado fortificada previamente en tiempos prehistóricos.
Solo se la menciona a comienzos del siglo X, cuando fue reconstruida por el zar búlgaro Simeón I. A finales del mismo siglo se la conocía como fortaleza serbia de algunos príncipes de Raska, utilizada en su lucha contra los bizantinos.
La ciudad fue creciendo en importancia, a la vez que el estado serbio se expandía hacia el sur, en el conflicto con Bizancio. Como fortaleza estratégica, Zvečan es mencionada en 1092 y 1093, ya que las carreteras del norte y del sur se cruzaban en su área, jugando un papel importante en sentido militar y comercial. Durante el reinado del Gran Príncipe Vukan de Raška (finales siglo XI), el área de Mitrovica fue el campo de batalla de la campaña de Vukan contra los bizantinos, y su hermano Tihomir, finalmente resultó victorioso, cerca de la ciudad de Pantina.
Parte de la fortaleza fue designada como uno de los tribunales de la Cámara serbia de la dinastía Nemanjić, y fue el lugar donde Stefan Uroš III murió en 1331. En 1389 fue conquistada por los turcos otomanos después de la Batalla de Kosovo, y siguió siendo un fuerte militar en activo hasta bien entrado el siglo XVIII, siendo abandonada después.